# Heinrich Schmidt (Schauspieler, 1809)

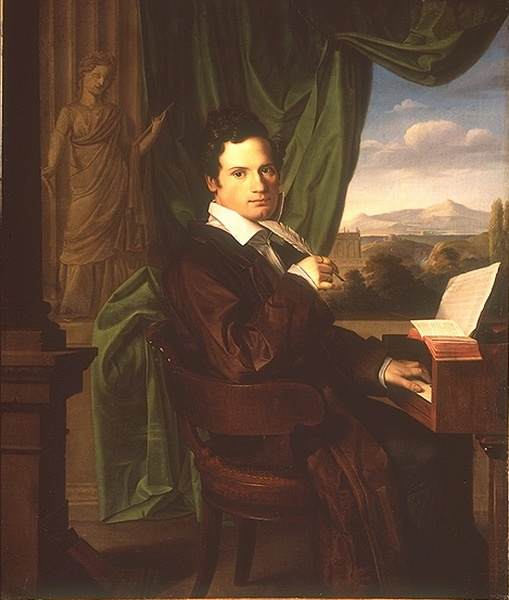
Heinrich Maria Schmidt, Ölgemälde von Vogelstein, etwa 1835

Heinrich Maria Schmidt (* 18. Februar 1809 in Lübeck; † 3. Mai 1870 in Berlin), war ein deutscher Opernsänger (Tenor), Schauspieler, Regisseur und Komponist.

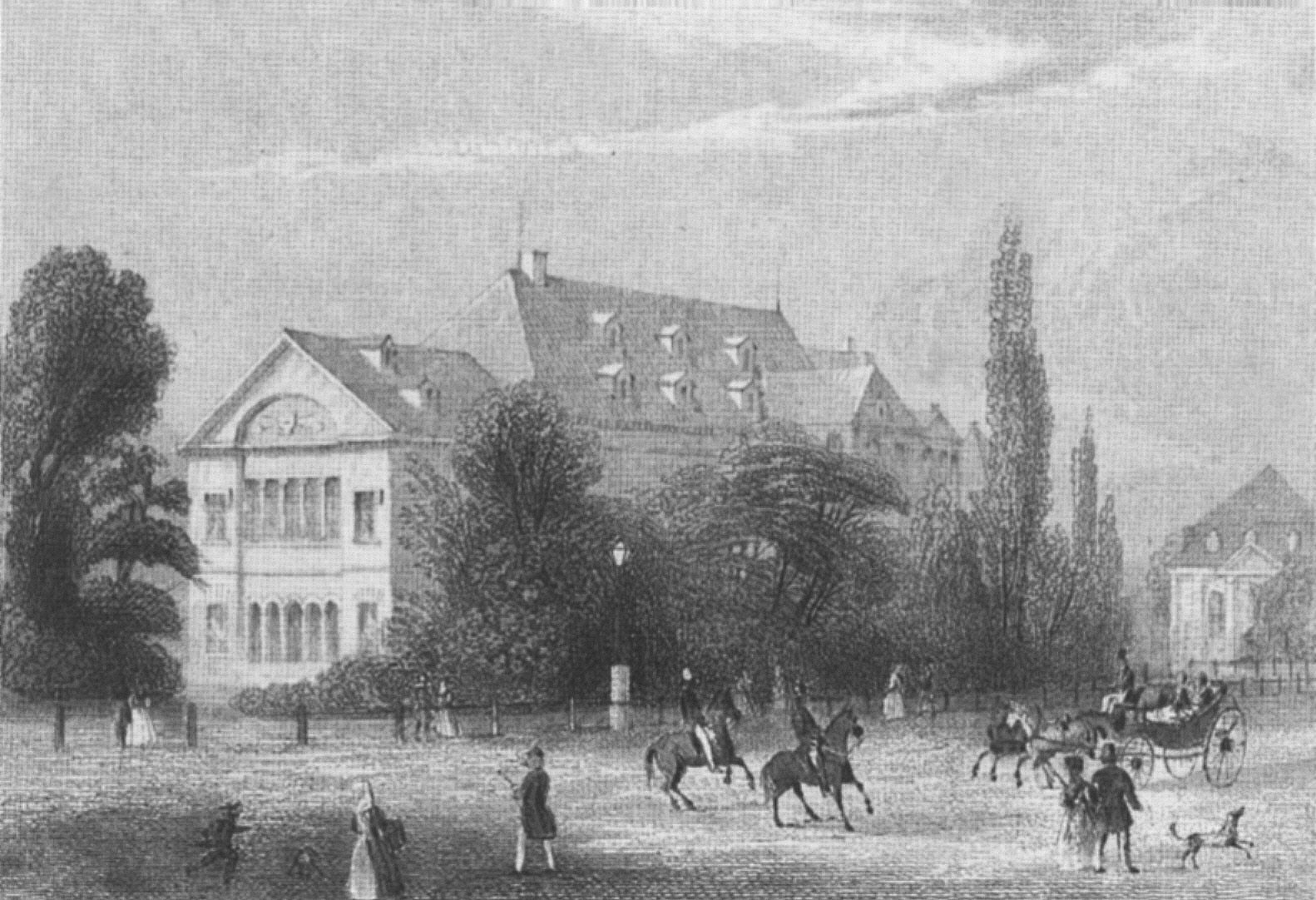
Theater Leipzig, Stahlstich von Albert Henry Payne, 1850

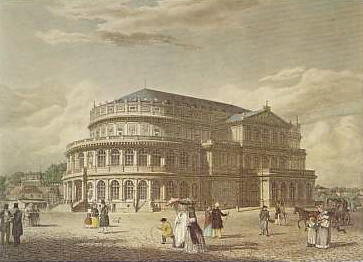
Sempers erstes Opernhaus in Dresden, eröffnet 1841 (Colorierter Stich nach F. E. Schmidt)

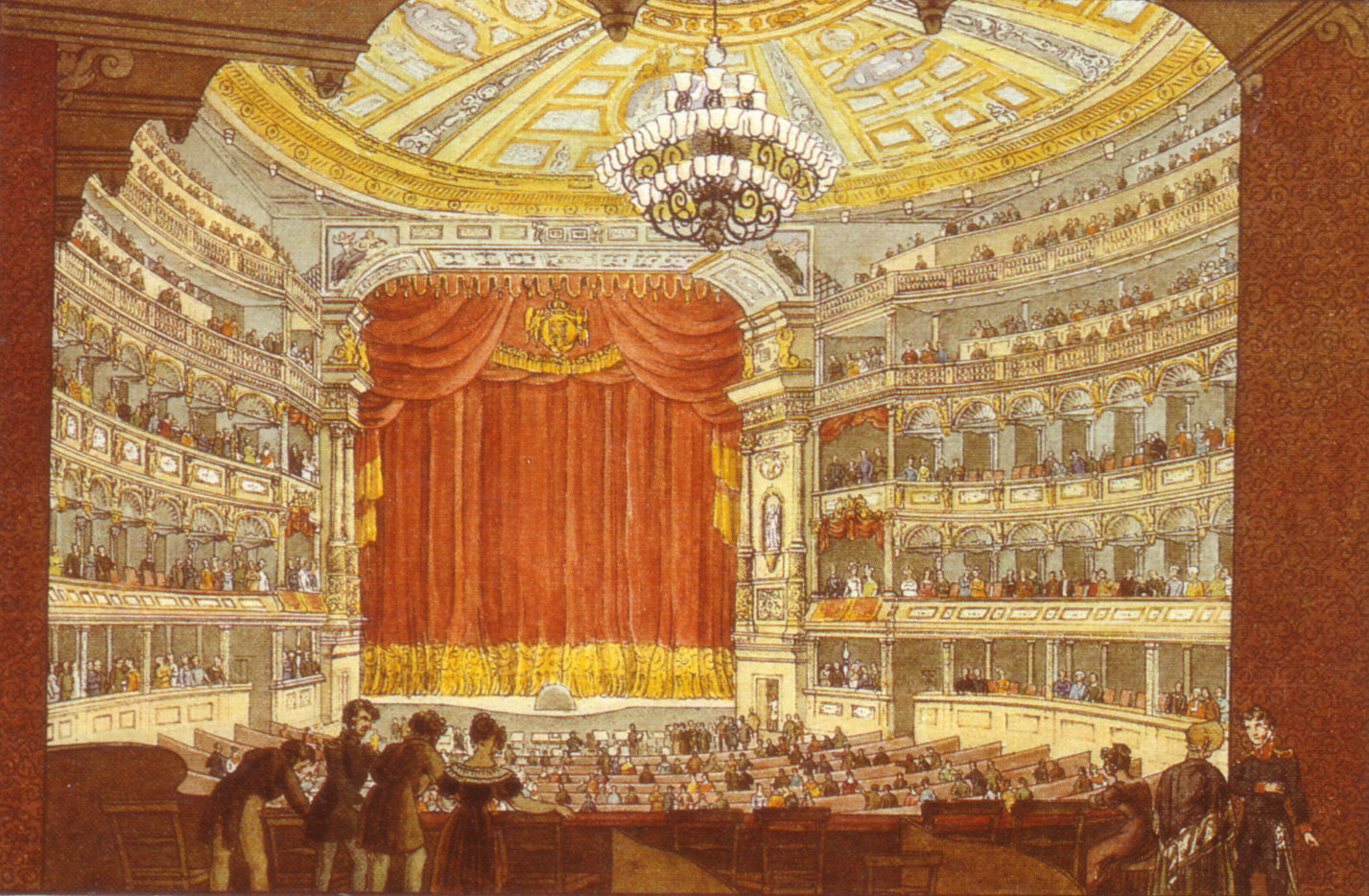
J. C. A. Richter: Sempers erstes Dresdener Hoftheater

## Leben
Heinrich Schmidt war ein Sohn des Buchhalters am städtischen Leihhaus Matthias Samuel Schmidt und dessen Frau Maria Agnetha, geb. Schinckel. Gegen den Willen seines Elternhauses ließ Heinrich Schmidt seine Tenorstimme ausbilden und verdiente sich seinen Lebensunterhalt als Gesangslehrer und Konzertsänger. 1829 reiste er nach Wien, um sich beim Sänger und Pädagogen Giuseppe Ciccimarra zu vervollkommnen. Anschließend erhielt er Engagements am Hoftheater Braunschweig (1830–1833), Hoftheater Kassel (1833–1836) und Stadttheater Breslau (1836–1838), bevor er 1838 an das Leipziger Stadttheater verpflichtet wurde, wo er bis 1844 sehr erfolgreich tätig war. Es folgten Engagements am Stadttheater Bremen (1844–1845) und Hoftheater Detmold (1845–1847). An Sempers neuer Hofoper in Dresden war Schmidt 1847–1850 nicht nur als Sänger, sondern auch als Schauspieler und Regisseur tätig. Während seiner gesamten Laufbahn hatte Schmidt zusätzlich Gastrollen an den bedeutendsten Hoftheatern seiner Zeit u. a. in Berlin und Dresden, trat aber auch als Konzert- und Oratoriensänger auf. Schmidt komponierte Lieder und Musik für Streichinstrumente sowie einige Opern.
Nach Beendigung seines Engagements in Dresden 1850 kehrte Schmidt in seine Heimatstadt Lübeck zurück, wo er als Gesangslehrer tätig war und regelmäßig die Schrift Gesang und Oper herausgab. Von 1850 bis 1852 war er Dirigent des Gesangvereins, der späteren (ab 1874) Lübecker Singakademie. 1862 wählte ihn die 1842 gegründete Lübecker Liedertafel als Nachfolger des verstorbenen Ernst Fischer zu ihrem Leiter. Er war auch langjähriger Mitarbeiter der NZfM (Neue Zeitschrift für Musik). Als sein bedeutendstes Konzert mit der Liedertafel gilt die Aufführung von Max Bruchs erst 1864 uraufgeführter Kantate Frithjof an zwei Abenden im Frühjahr 1868. Schmidt brachte auch eigene Kompositionen, darunter 13 Männerchöre, zur Aufführung, die bald in Vergessenheit gerieten.  Von 1861 bis 1867 veröffentlichte er in Gesang und Oper didaktische Abhandlungen, „die nicht nur durch eine Fülle von aus der lebendigen Praxis geschöpften Anregungen erfreuen, sondern auch durch die geistvolle und formgewandte Darstellung“.
Laut Eisenberg soll Schmidt in den 1850er Jahren bei einem Unglücksfall ums Leben gekommen sein, und die Deutsche Biographische Enzyklopädie (DBE) nennt Leipzig als Sterbeort für den 3. Mai 1854. Entsprechend der Neuen Berliner Musikzeitung starb am 3. Mai 1870 der in Berlin „zum Besuch weilende Gesangslehrer M. H. Schmidt aus Lübeck“. Am 22. Mai 1870 kamen alle Lübecker Musikvereine zusammen, um Schmidt mit einem Gedächtniskonzert zu ehren.

## Familie
Schmidt war zunächst verheiratet mit der Schauspielerin Anna Western. Deren Tochter, aus Westerns erster Ehe, Sofie (* 1814), von ihrem Stiefvater als Bühnendarstellerin ausgebildet, wurde die Ehefrau des Schauspielers Johann Heinrich Schmitz. Heinrich Maria Schmidts Sohn Felix Schmidt (1848–1927) aus seiner Ehe mit Marie Möllinger, war verheiratet mit der Konzertsängerin Marie Schmidt-Kühne (* 1858). Er war ein bekannter Konzert-Bassist und Pädagoge; 1913 wurde er Direktor der Gesangsabteilung der Königlichen Hochschule für Musik, einer Vorgängerin der Universität der Künste Berlin.

## Rezeption
Insbesondere das Leipziger Opernpublikum feierte Heinrich Maria Schmidt als dramatischen Sänger wegen seiner kraftvollen, ausdauernden und modulationsfähigen Tenorstimme. Auch als Schauspieler machte sich Schmidt wegen seiner Vielseitigkeit und Begabung für Prosa und Deklamation einen Namen.

## Bühnenrollen (Auswahl)
- Otello in Otello (Rossini) von Rossini
- Chapelou in Der Postillon von Lonjumeau von Adolphe Adam
- Eléazar in La Juive von Fromental Halévy
- Fra Diavolo in Fra Diavolo (Oper) von Auber
- in Leipziger Uraufführungen von Albert Lortzings Opern:
  - 20. September 1839: Titelrolle in Caramo oder Das Fischerstechen[A 4]
  - 23. Juni 1841: Görg in Hans Sachs (Oper)
  - 31. Dezember 1842: Johann Jacob Casanova de Seingalt. In: Casanova (Oper).[A 5]
  - 31. Dezember 1842: Baron Kronthal in Der Wildschütz
- 1839 Sänger in der Leipziger Erstaufführung von Aubers Oper Le Lac des Fées
- 1842 Sänger in der Erstaufführung von Felix Mendelssohn Bartholdys Kantate Die erste Walpurgisnacht

## Werke (Auswahl)
Siehe im Répertoire International des Sources Musicales (RISM).
- Lieder[12], darunter mindestens 17 auf Texte von Emanuel Geibel[13]
- Musik für Streichinstrumente (Quartette)
- Festouvertüre zur Uhlandfeier
- Opern:
  - Heinrich und Fleurette, uraufgeführt am 1. Januar 1846 in Detmold[A 7]
  - Der versiegelte Bürgermeister (Uraufführung Dresden 1847).[A 8]

### Schriften
- Gesang und Oper: kritisch-didaktische Abhandlungen in zwanglosen Heften. Magdeburg: Heinrichshofen

Heft 1 (1861) Digitalisat, Bayerische Staatsbibliothek
Heft 2 (1861) Digitalisat, Bayerische Staatsbibliothek
Heft 3 (1862) Digitalisat, Bayerische Staatsbibliothek
Heft 4 (1862) Digitalisat, Bayerische Staatsbibliothek
Heft 5 (1864) Digitalisat, Bayerische Staatsbibliothek
Heft 6 (1865) Digitalisat, Bayerische Staatsbibliothek
Heft 7 (1867) Digitalisat, Bayerische Staatsbibliothek